# Marie-Jean Hugolin de Grisony
Marie-Jean Hugolin de Grisony est un homme politique français né le 25 avril 1778 à Rozès (Gers) et mort le 22 juin 1850 à Rozès.

## Biographie
Propriétaire, maire de Rozès, il est conseiller général et député du Gers de 1815 à 1816, siégeant dans la majorité de la Chambre introuvable.